# Erithalis
Erithalis es un género con 24 especies de plantas con flores perteneciente a la familia de las rubiáceas.
Es nativo de la América tropical.

## Taxonomía
El género fue descrito por el médico y botánico irlandés: Patrick Browne y publicado en The Civil and Natural History of Jamaica in Three Parts 165, pl. 17, f. 3 en el año 1756. (Civ. Nat. Hist. Jamaica). La especie tipo es: Erithalis fruticosa, designada por N.L.Britton & Millsp., Bahama Fl. 415: 26 (1920). 

## EspeciesErithalis
- Erithalis angustifolia DC.
- Erithalis diffusa Correll
- Erithalis fruticosa L.
- Erithalis harrisii Urb.
- Erithalis odorifera Jacq.	- vibona de Cuba[4]
- Erithalis quadrangularis Krug & Urb.
- Erithalis salmeoides Correll
- Erithalis vacciniifolia (Griseb.) C.Wright